# Kifli

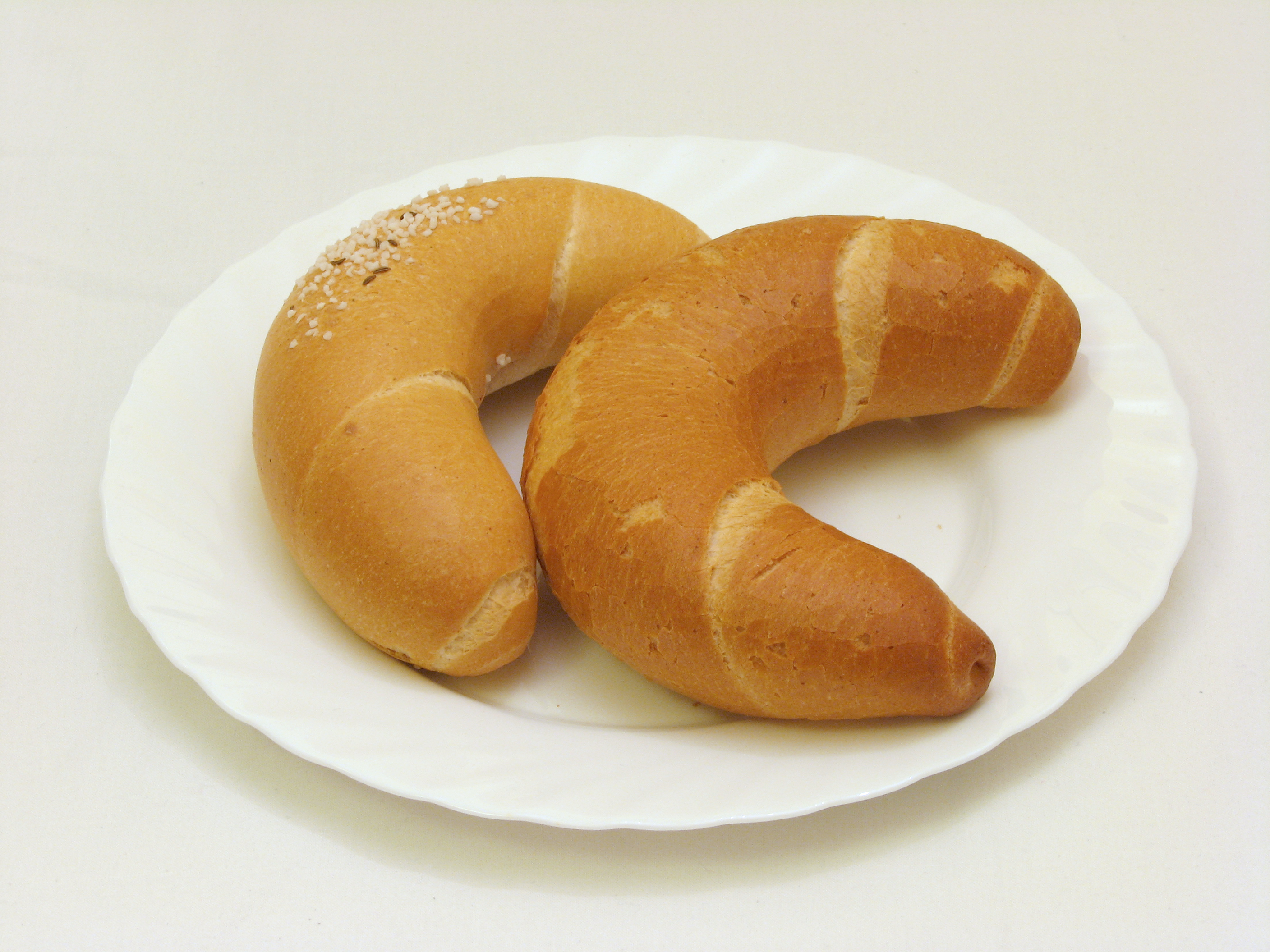
Dos kiflik (el de la izquierda es salado)

El kifli o kipferl es un bollo o panecillo tradicional de Europa del Este. Es habitual en la gastronomía austríaca, húngara, búlgara, checa (rohlík),  eslovaca (rožok) y serbia (kifla). Tiene forma de media luna y puede ser salado o dulce, incluyendo leche en este último caso.

## Elaboración
El kifli se elabora cortando láminas de masa de harina blanda con forma de cuñas triangulares, y enrollándolas para obtener una pieza con forma de media luna, que entonces se hornea (permitiendo que la masa suba).

## Salado
Los rollos de masa se dejan tal cual, o se les aplica un baño de huevo y se espolvorea con semilla de amapola o alcaravea, a menudo mezclada con sal gorda.
El kifli se toma solo o para desayunar, en cuyo caso suele cortarse longitudinalmente, untarse con mantequilla y comerse con fiambres, quesos o mermelada, miel y una taza de café, chocolate caliente o leche.

## Dulce
La variante dulce del kifli es una galleta de menor tamaño cuya masa contiene a menudo vainilla (llamándose entronces vaníliás kifli). Las cuñas de masa se enrollan alrededor de un relleno dulce de frutos secos, habitualmente nueces (diós kifli), semilla de amapola (mákos kifli) o lekvar (lekváros kifli), un tipo de mermelada normalmente de higo o albaricoque, con o sin pasas. Tras el horneado, suelen espolvorearse con un poco de azúcar glas o canela. Alternativamente, pueden cubrirse con chocolate.

## Origen
La leyenda cuenta que cuando los turcos otomanos asediaron la ciudad de Viena en 1683, los panaderos locales, que empezaban a trabajar muy temprano cada día, pudieron dar la alarma y ayudaron así a derrotar al enemigo. Para conmemorar esta victoria, los panaderos elaboraron panecillos en forma de media luna, el emblema del imperio turco.
La palabra kifli (plural: kiflik) fue registrada por primera vez en 1785 y es de origen germanoaustriaco, kipferl.